# Michail Nikolajewitsch Annenkow

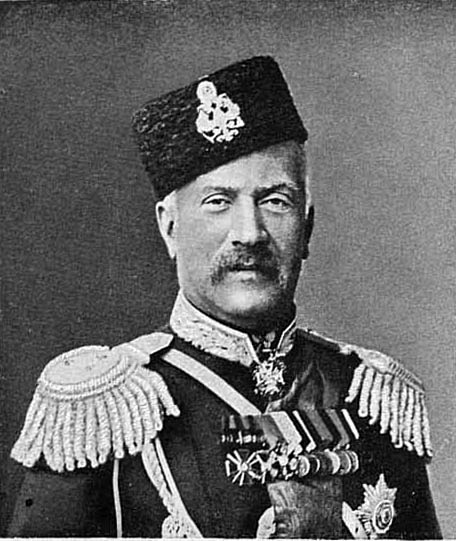
Michail Nikolajewitsch Annenkow

Michail Nikolajewitsch Annenkow (russisch Михаил Николаевич Анненков; * 30. Apriljul. / 12. Mai 1835greg. in Sankt Petersburg; † 9. Januarjul. / 21. Januar 1899greg. ebenda) war ein russischer General.
Annenkow war zwischen 1863 und 1866 an den Kämpfen in Polen beteiligt und später in der dortigen Verwaltung tätig. Anschließend erwarb er sich große Verdienste um das russische Militäreisenbahnwesen, insbesondere bei der Transportorganisation von Truppen. 1870 wurde er zur preußischen Feldarmee abkommandiert. Über diese Zeit veröffentlichte er 1871 Bemerkungen und Betrachtungen eines russischen Offiziers (Petersburg; deutsch Berlin 1871).
Im Russisch-Osmanischen Krieg leitete Annenkow die Truppentransporte im Rücken der Donauarmee. 1880 nahm er an der Expedition gegen die Teke-Turkmenen teil, wobei er den Bau der Eisenbahn vom Kaspischen Meer bis nach Kysyl-Arwat ausführte. Zwischen 1885 und 1888 sorgte er dann für die Erweiterung der Strecke bis nach Samarkand, die so genannte Transkaspische Eisenbahn. In der dazwischen liegenden Zeit wurde ihm der Bau der strategischen Bahnen im Poljessie-Gebiet übertragen. Im Jahr 1888 wurde er als Mitglied in die Gelehrtenakademie Leopoldina gewählt.
1892 wurde Annenkow zum General der Infanterie und Leiter des Eisenbahnbaus zwischen Samarkand und Taschkent ernannt. Später baute er eine Straße durch das Schwarzmeergebiet, machte sich dabei aber größerer Unterschlagungen schuldig, so dass er aller Ämter enthoben wurde. Mit Rücksicht auf seine früheren Verdienste kam es jedoch nicht zu einer gerichtlichen Auseinandersetzung.

## Familie
Annenkow war zwei Mal verheiratet. In erster Ehe heiratete er 1872 Gräfin Alexandra Nikolajewna Zubova (1839–1877), it der er zwei Töchter hatte: Vera Mikhailovna (1873 – nach 1962) und Maria Mihailowna (1875–1942), beide starben im Pariser Exil.
Am 1. Januar 1884 heiratete er die damals 19-jährige Kaufmannstochter Dagmar Elisabeth von Oesterreich (1864–1926). Die Ehe blieb kinderlos und wurde 1889, auf Betreiben der Ehefrau, geschieden.
Eine seiner Schwestern war mit Karl von Struve verheiratet.